# Joël Chouinard
Joël Chouinard (* 8. Mai 1990 in Longueuil, Québec) ist ein ehemaliger kanadischer Eishockeyspieler, der im Verlauf seiner aktiven Karriere zwischen 2006 und 2019 unter anderem über 200 Spiele in der American Hockey League (AHL) auf der Position des Verteidigers bestritten hat. Darüber hinaus absolvierte Chouinard über 320 weitere Partien in der ECHL.

## Karriere
Joël Chouinard spielte ab der Saison 2006/07 für die Tigres de Victoriaville in der Ligue de hockey junior majeur du Québec (LHJMQ). Beim NHL Entry Draft 2008 wurde der Verteidiger in der sechsten Runde an insgesamt 167. Position von der Colorado Avalanche aus der National Hockey League (NHL) ausgewählt. Chouinard absolvierte noch zwei weitere Spielzeiten in der höchsten Juniorenliga der Provinz Québec. Am Ende der Saison 2009/10 wurde der Kanadier in das LHJMQ First All-Star Team berufen, nachdem er in dieser Spielzeit 23 Tore erzielt hatte und damit erfolgreichster Abwehrspieler der LHJMQ war. Zusätzlich wurde Joël Chouinard als Persönlichkeit des Jahres mit der Trophée Paul Dumont ausgezeichnet. In Anerkennung seiner schulischen Leistungen wurde er zudem für die Trophée Marcel Robert vorgeschlagen, die Trophäe erhielt jedoch Dominic Jalbert.
Im Mai 2010 unterschrieb Chouinard einen Dreijahres-Einstiegsvertrag bei der Colorado Avalanche. Chouinard nahm am Trainingslager der Avalanche teil, wurde jedoch nicht für das NHL-Team nominiert und verbrachte die Saison 2010/11 bei Colorados Farmteam, den Lake Erie Monsters, in der American Hockey League (AHL). Dort kam er auch in den folgenden beiden Jahren zu Einsätzen und spielte darüber hinaus in der Saison 2012/13 für die Denver Cutthroats in der Central Hockey League (CHL). Zur Spielzeit 2013/14 wechselte der Abwehrspieler für ein Jahr in die Organisation der Hamilton Bulldogs in die AHL, nachdem er keinen NHL-Vertrag mehr erhalten hatte. Anschließend stand Chouinard zwei Jahre bei den Toledo Walleye aus der ECHL unter Vertrag. Während er dort zwischen 2014 und 2016 hauptsächlich spielte, kam er über Leihgeschäfte ebenso zu Einsatzminuten bei den Grand Rapids Griffins, Iowa Wild und Chicago Wolves in der AHL. Dort absolvierte er in dem Zeitraum insgesamt 38 Spiele, wobei er bei den Griffins im März 2016 nach einem erfolgreichen Probetraining einen festen AHL-Vertrag bis zum Saisonende erhielt.
Zur Saison 2016/17 wechselte der Kanadier schließlich innerhalb der ECHL zu den Allen Americans. In seinem ersten Jahr in Allen führte er die Liga mit einem Plus/Minus-Wert von +47 an und erhielt in der Folge den ECHL Plus Performer Award. Zwischen 2017 und 2019 führte er das Franchise als Mannschaftskapitän aufs Eis. Im Anschluss an die Spielzeit 2018/19 beendete der 29-Jährige seine Profikarriere frühzeitig.

## Erfolge und Auszeichnungen
- 2010 Trophée Paul Dumont
- 2010 LHJMQ First All-Star-Team
- 2017 ECHL Plus Performer Award

## Karrierestatistik
(Legende zur Spielerstatistik: Sp oder GP = absolvierte Spiele; T oder G = erzielte Tore; V oder A = erzielte Assists; Pkt oder Pts = erzielte Scorerpunkte; SM oder PIM = erhaltene Strafminuten; +/− = Plus/Minus-Bilanz; PP = erzielte Überzahltore; SH = erzielte Unterzahltore; GW = erzielte Siegtore; 1 Play-downs/Relegation; Kursiv: Statistik nicht vollständig)